# 掩埋
《掩埋》是一部2009年由王利波导演的紀錄片，主要回顾了唐山大地震发生前，防震工作者所从事的工作，以及围绕是否公开预报地震而展开的纠缠。2010年，该片获得在香港第三届华语纪录片节长片组冠军。《掩埋》在中国大陆被禁止播放。